# Prowincja Sidi Bu-l-Abbas
Prowincja Sidi Bu-l-Abbas (arab. ولاية سيدي بلعباس) – jedna z 48 prowincji Algierii, znajdująca się w północno-zachodniej części kraju. Prowincja dzieli się na 15 prefektur (fr. daïra, arab. دائرة) i 52 gminy (fr. commune, arab. بلديات).

## Gminy prowincji Sidi Bu-l-Abbas
1. Ad-Daja (Dhaya)
2. Ajn Addan (Ain Adden)
3. Ajn al-Bard (Ain El Berd)
4. Ajn as-Sarid (Ain Trid)
5. Ajn Kada (Ain Kada)
6. Ajn Tindamin (Ain Tindamine)
7. Al-Hasajba (El Hacaiba)
8. Amarnas (Amarnas)
9. Badr ad-Din al-Mukrani (Badredine El Mokrani)
10. Bin Sziba Szalijja (Benchiba)
11. Bir al-Hammam (Bir El Hammam)
12. Bu Chanifis (Boukhnafis)
13. Bu Dżaba al-Burdż (Boudjebaa El Bordj)
14. Bu-l-Arabi (Belarbi)
15. Hasi Dahu (Hassi Dahou)
16. Hasi Zahana (Hassi Zahana)
17. Ibn Badis (Ben Badis)
18. Lamtar (Lamtar)
19. Makadra (Makedra)
20. Marhum (Marhoum)
21. Marin (Merine)
22. Masid (M’Cid)
23. Maulaj Salisan (Moulay Slissen)
24. Mazauru (Mezaourou)
25. Mustafa Bin Ibrahim (Mostefa Ben Brahim)
26. Radżm Damusz (Redjem Demouche)
27. Ras al-Ma (Ras El Ma)
28. Sahala Saura (Sehala Taoura)
29. Sidi Ali Bin Jub (Sidi Ali Benyoub)
30. Sidi Ali Bu Sidi (Sidi Ali Boussidi)
31. Sidi Bu-l-Abbas (Sidi Bel Abbès)
32. Sidi Chalid (Sidi Khaled)
33. Sidi Dahu az-Za’ir (Sidi Dahou Zairs)
34. Sidi Hamadusz (Sidi Hamadouche)
35. Sidi Ibrahim (Sidi Brahim)
36. Sidi Jakub (Sidi Yacoub)
37. Sidi Lahsan (Sidi Lahcene)
38. Sidi Sza’ib (Sidi Chaib)
39. Sufajzif (Sfisef)
40. Szituwan Bilajla (Chetouane)
41. Tabija (Tabia)
42. Tafisur (Tafissour)
43. Taghalimat (Teghalimet)
44. Talagh (Telagh)
45. Tanira (Tenira)
46. Tasala (Tessala)
47. Taudmut (Taoudmout)
48. Tilmuni (Tilmouni)
49. Wadi as-Saba (Oued Sebaa)
50. Wadi Safjun (Oued Sefioun)
51. Wadi Taurira (Oued Taourira)
52. Zirwala (Zeruala)